# 大野林火
大野 林火（おおの りんか、1904年3月25日 - 1982年8月21日）は、昭和期の俳人。本名は大野正（おおの まさし）。

## 略歴
神奈川県横浜市生まれ。旧制県立横浜第一中学校、旧制第四高等学校を経て、1927年東京帝國大学経済学部を卒業。大学卒業後は日本光機工業に入社。1930年に会社を辞めて神奈川県立商工実習学校（現・神奈川県立商工高等学校）教諭となる。当時の教え子に、後に高弟となる宮津昭彦がいる。中学時代より鈴木三重吉や佐藤春夫の抒情詩に傾倒。俳句は中学時代の1920年、親友の荻野清（のち俳文学者となる）の父から手ほどきを受け、1921年、荻野の勧めをうけて「石楠」に入会、臼田亞浪に師事する。
1939年、句集『海門』（交蘭社）を上梓、本格的に俳人としての地位を築く。この頃より水原秋櫻子や加藤楸邨らとも積極的に交流を行う。1946年、「濱」を創刊、主宰。同年、『俳句研究』『俳句の国』の編集に携わる。1948年、教職を辞し俳句一筋の生活となる。1953年より角川書店『俳句』編集長を務める（同年11月号から1956年12月号まで）。1956年、横浜俳話会発足に参加（発起人のひとり。のちに幹事長）。
1964年、第13回横浜文化賞、1969年、第三回蛇笏賞（『潺潺集』他）、1973年、第22回神奈川文化賞受賞。1974年愛媛俳壇選者。1978年、俳人協会会長に就任。1980年朝日俳壇選者。同年、俳人協会訪中団団長を務め、日中文化交流にも力を尽くした。代表句は「本買へば表紙が匂ふ雪の暮」「ねむりても旅の花火の胸にひらく」「雪の水車ごつとんことりもう止むか」など。清新な叙情性を持つ句で知られた。優れた指導者でもあり、主宰誌「濱」からは多数の著名俳人を輩出。また草津市の療養所栗生楽泉園でハンセン病患者の句会を指導し村越化石を見出した点でも評価される。

## 作品
- 『海門』交蘭社（1939年）
- 『現代俳句読本』艸書房、1940
- 『冬青集』三省堂（1940年）
- 『現代の秀句 鑑賞と作家』三省堂 1941
- 『高浜虚子』七丈書院 1944
- 『早桃 自選句集』目黒書店（1946年）
- 『冬雁』七洋社 1948
- 『白幡南町』近藤書店（1958年）
- 『虚子秀句鑑賞』1959 角川新書
- 『雪華』牧羊社 1965
- 『近代俳句の鑑賞と批評』明治書院 1967
- 『自選自解大野林火句集』白凰社(現代の俳句) 1968
- 『潺潺集 句集』角川書店 1968
- 『春の俳句 俳句鑑賞歳時記』明治書院 1973
- 『飛花集 句集』東京美術 1974
- 『大野林火集』俳人協会(自註現代俳句シリーズ) 1978
- 『行雲流水 私の俳句歳時記』明治書院 1979
- 『方円集 句集』角川書店 1979
- 『大野林火全句集』明治書院 1983
- 『大野林火集』俳人協会(脚註名句シリーズ) 1990
- 『大野林火全集』全8巻 梅里書房 1993-94